# VBMR Griffon
VBMR Griffon (фр. Véhicule Blindé Multi-Rôle Griffon) (англ. Multirole Armoured Vehicle Griffon) — французский многоцелевой бронетранспортер, разработанный и производимый компанией «Nexter» в сотрудничестве с «Arquus» и «Thales». Поступив на вооружение в 2018 году, «Грифон» вместе с «VBMR-L Serval» заменит бронетранспортёр «VAB».

## История
Французская армия готовилась к замене VAB с начала 2000-х годов. Согласно Белой книге по обороне 2020 года, армия планирует закупить до 2122 автомобилей VBMR в период с 2018 по 2025 год. Консорциум Nexter, Thales и Renault Trucks Defense строит автомобили. Тот же консорциум также строит разведывательно-боевую машину EBRC Jaguar для французской армии, которая на 70 % состоит из компонентов VBMR Griffon.
6 декабря 2014 года министр обороны Франции Жан-Ив Ле Дриан объявил, что поставки начнутся в 2018 году, а в апреле 2017 года была заказана первая партия из 319 грифонов и 20 ягуаров. Второй транш на 271 автомобиль Griffon и 42 Jaguar был заказан 24 сентября 2020 г. Всего французская армия планирует закупить 1872 грифона и 300 ягуаров.
22 июня 2017 года кабинет министров Бельгии утвердил план закупки 60 единиц «Ягуаров» и 417 «Грифонов» на сумму 1,1 миллиарда евро. Они заменят бронетранспортеры и БМП бельгийской армии «Piranha IIIC» и «Dingo 2». Сделка включает в себя запасные части и защищенное коммуникационное оборудование, а поставки планируется начать в 2025 году.
Консорциум, строящий «Грифон» и «Ягуар», по контракту обязан удерживать цену за «Грифона» ниже 1 миллиона евро. В настоящее время запланировано шесть версий Griffon, четыре из которых (бронетранспортер, командный пункт, скорая помощь и артиллерийский наблюдатель) заказаны в рамках первого транша.

## Конструкция
«VBMR Griffon» базируется на шасси коммерческого вездехода с колесной формулой 6×6 и может перевозить до восьми пехотинцев.
Транспортные средства предназначены для простого обслуживания и логистики. Например, Griffon и Jaguar используют стандартные двигатели коммерческих грузовиков, адаптированные для работы с более широким диапазоном топлива. В машине установлена система избыточное давление для поддержания постоянной защиты десантного отделения от химических, биологических и радиационных угроз. Для эксплуатации в жарком климате Griffon оборудован кондиционером.

### Вооружение
Griffon оснащен выносным боевым модулем, который может быть вооружен либо 12,7-мм, либо 7,62-мм пулеметом, либо 40-мм автоматическим гранатометом. Добавление двух Akeron MP противотанковых управляемых ракет не является обязательным. Восемь пусковых установок для дымовых гранат установлены на удаленном боевом модуле, который также включает в себя акустическую систему локализации снайпера.

## VBMR-L Serval

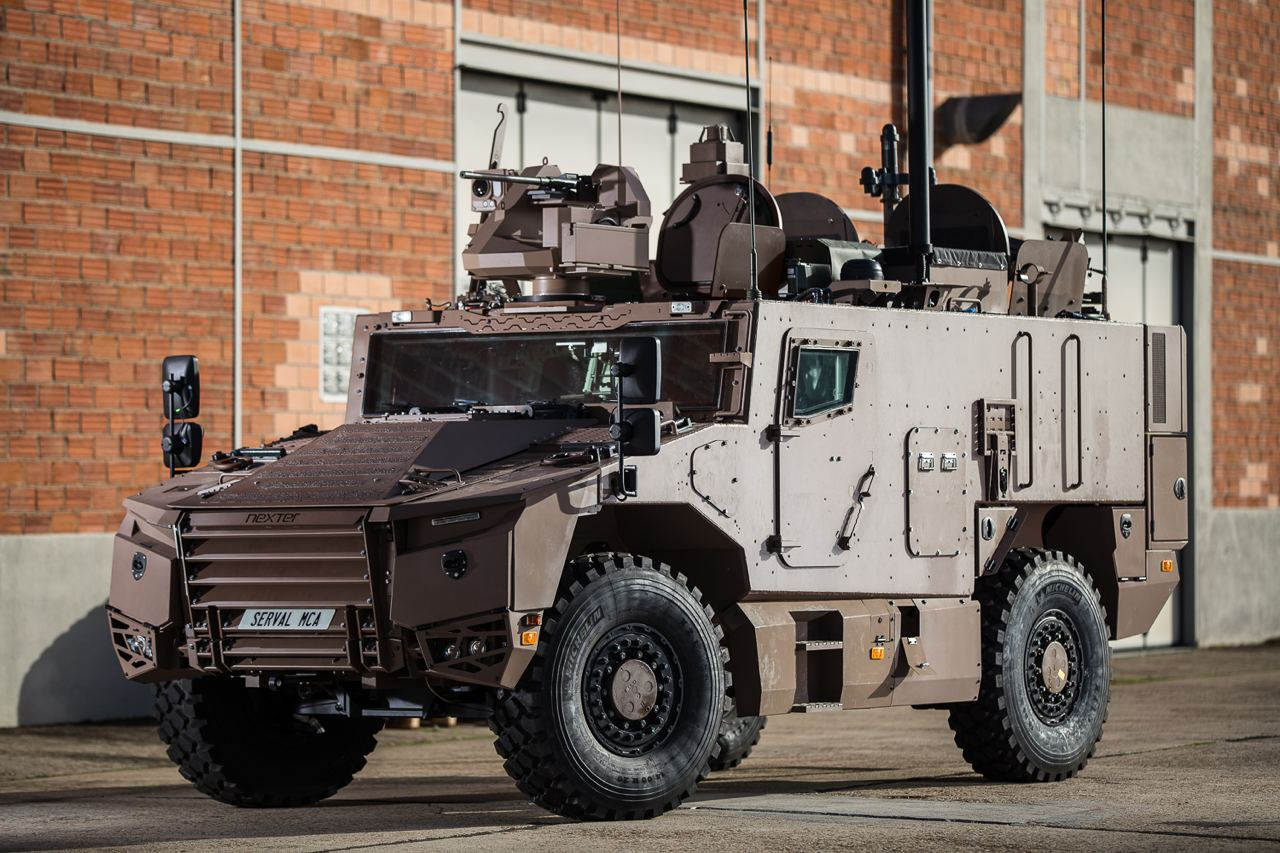
VBMR-L Serval

В дополнение к более тяжелому бронеавтомобилю Griffon в качестве замены также идёт 4-колесный «фр. Véhicule Blindé Multi-Rôle Léger Serval» («англ. Lightweight Multirole Armored Vehicle Serval») — «VBMR-L Serval». «Serval» предназначен для ведения разведывательных действий. Отличается повышенной манёвренностью и проходимостью, и в первую очередь встанет на вооружение легких пехотных частей, таких как 11-я воздушно-десантная бригада и 27-я горнопехотная бригада. Контракт для французской армии был заключён в феврале 2018 года и предусматривает финансирование 489 единиц техники к 2025 году, а к 2030 году — 978 машин.
Кроме того, к 2033 году будет закуплено 1060 дополнительных «Serval VLTP P segment haut» (многоцелевые легкие тактические машины).

## Галерея

VBMR Griffon
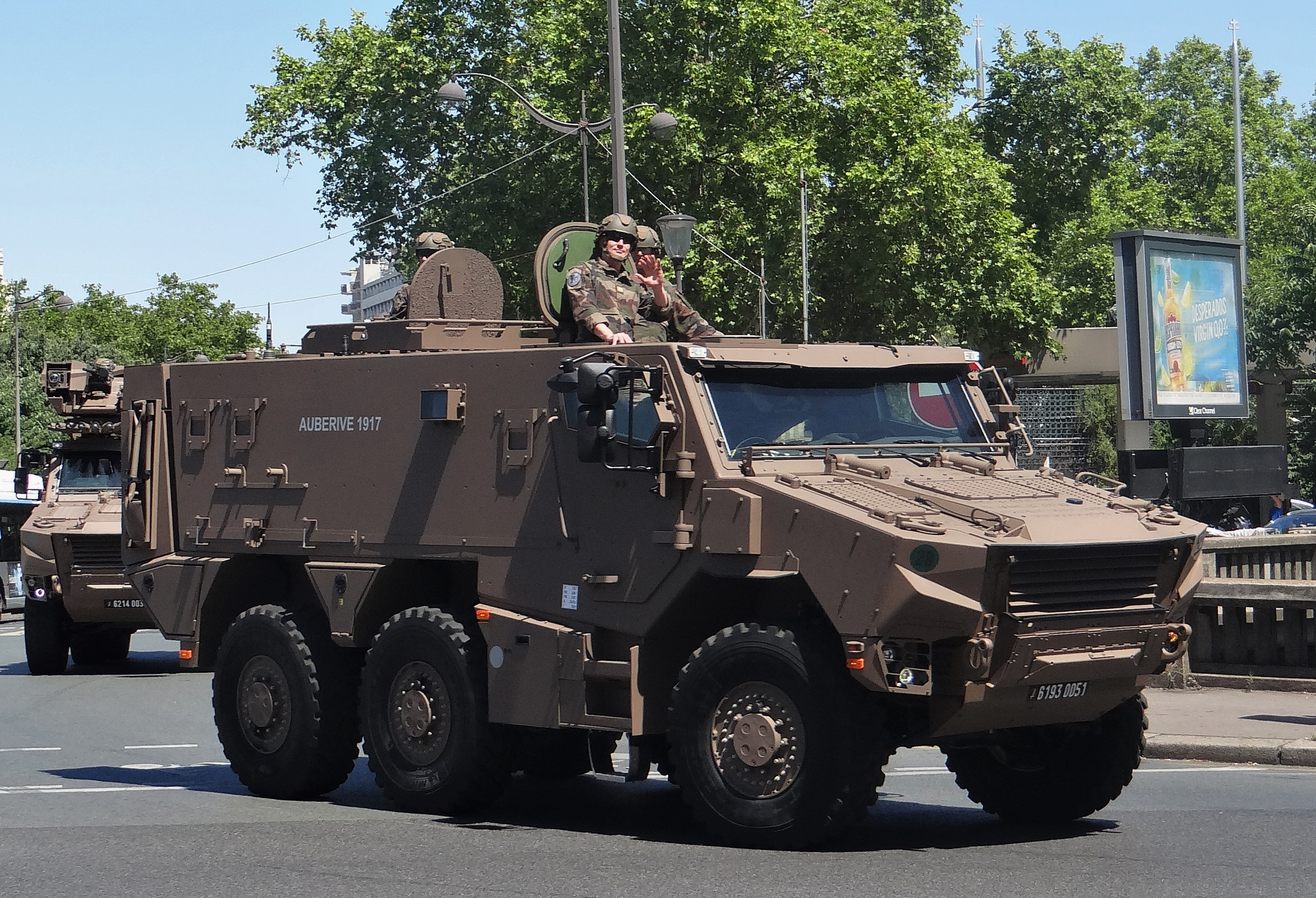
Вид справа
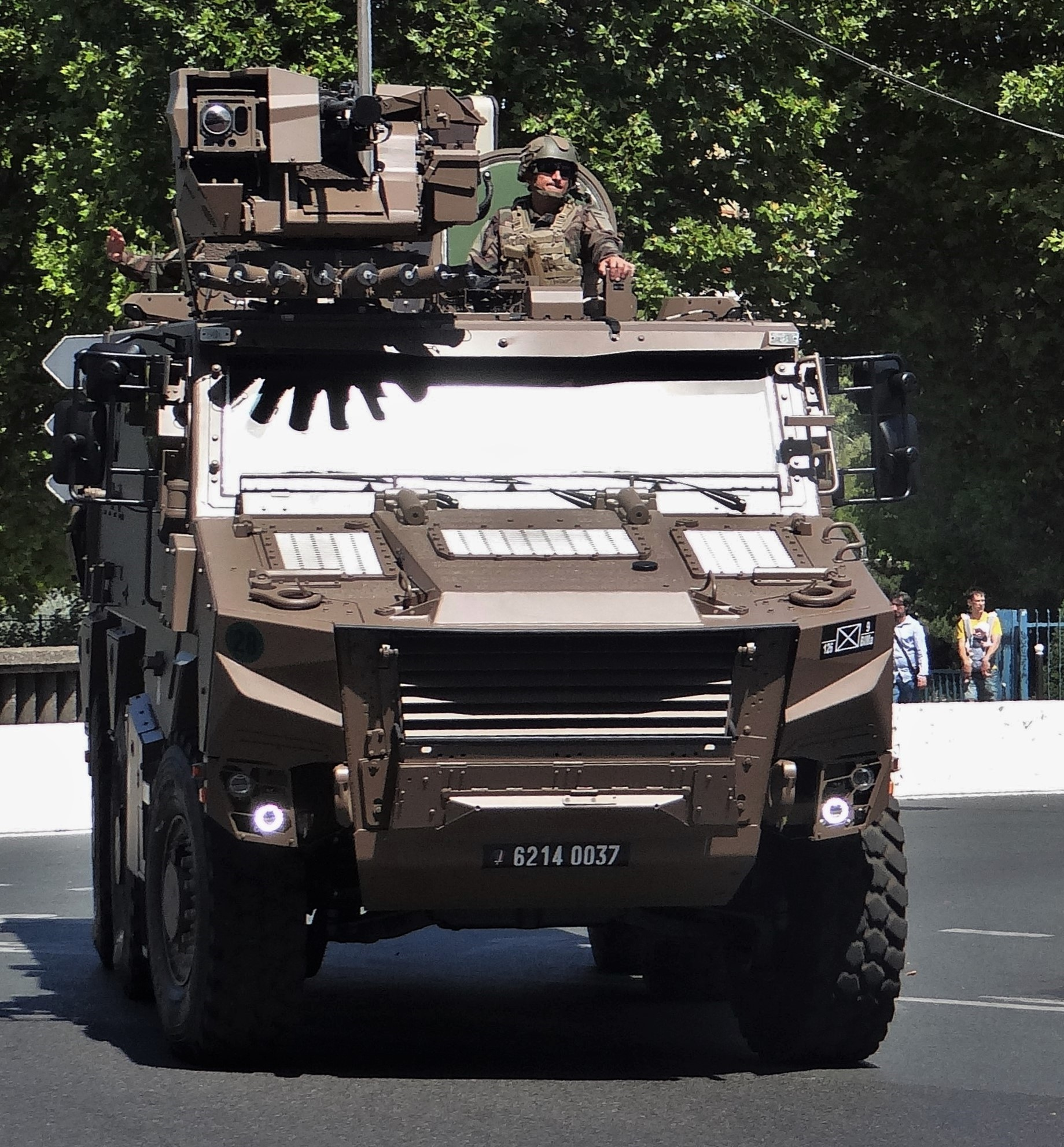
Вид спереди
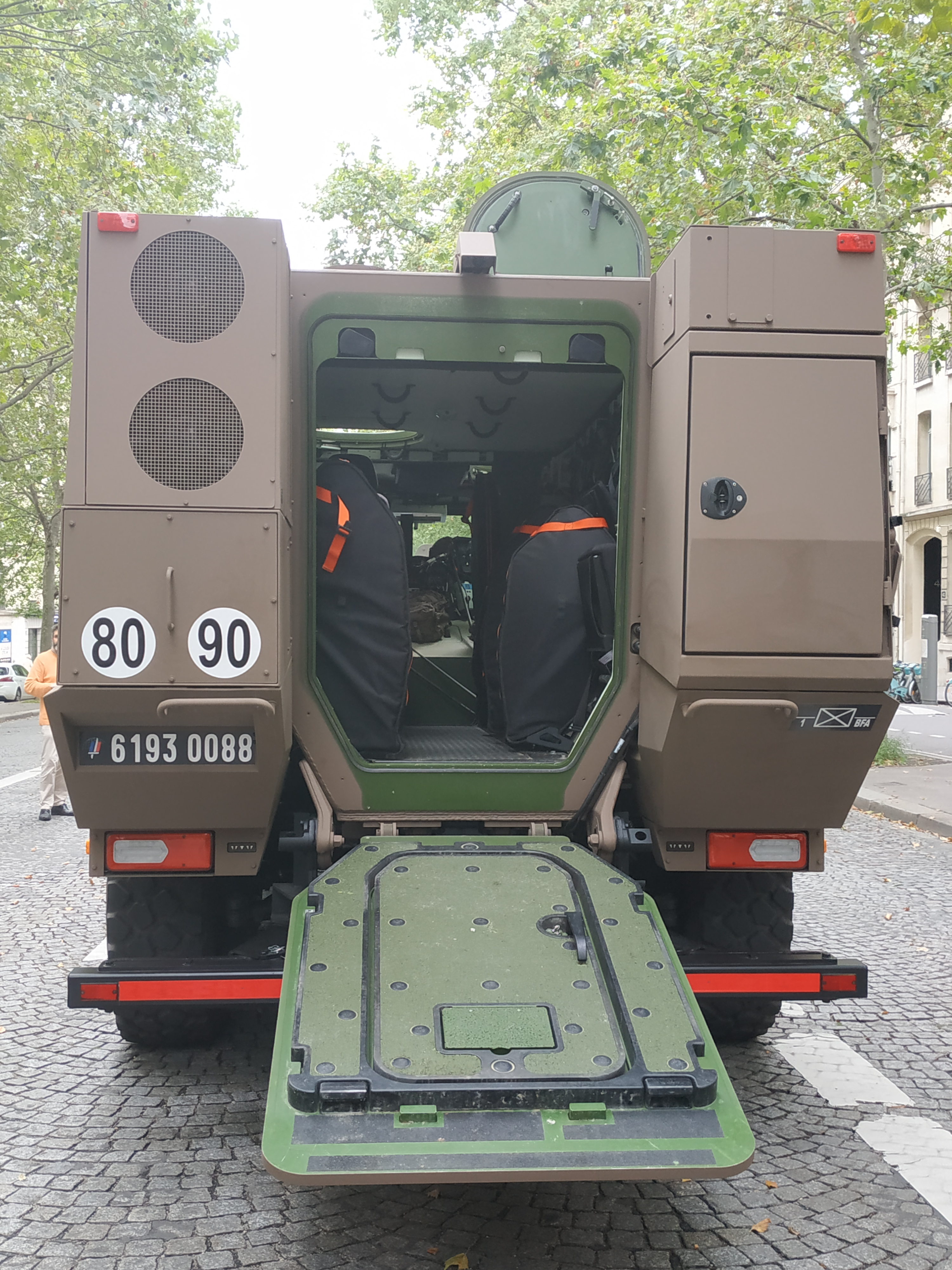
Вид сзади
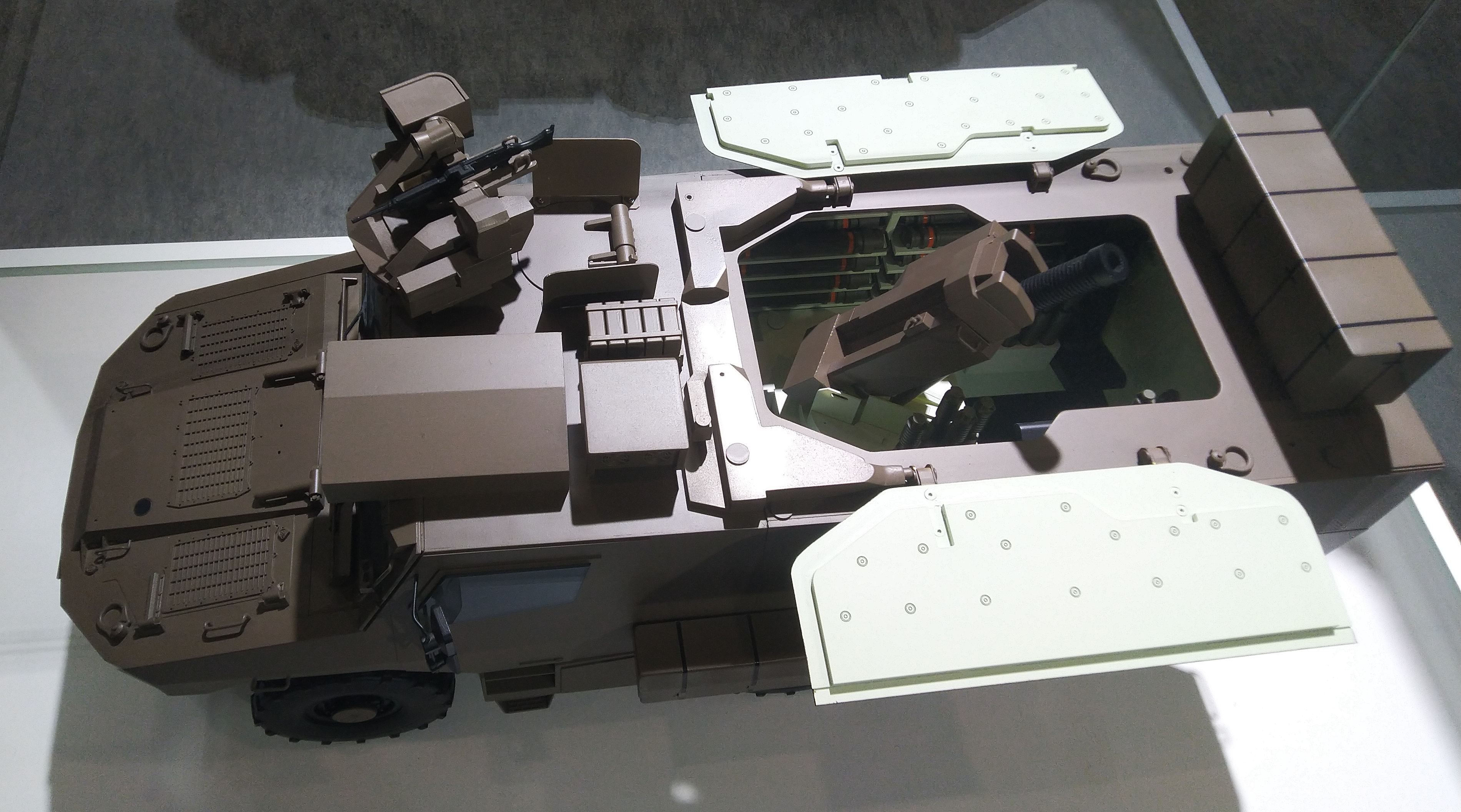
Вид верху. «Грифон» MEPAC — мобильный миномёт (макет)

## Модификации

### VBMR Griffon
- VTT: Бронетранспортёр
- EPC/VOA: Самоходный командный пункт и подвижный разведывательный пункт
- MEPAC: Самоходный миномёт
- Ambulance/Santé: Бронированная медицинская машина
- Génie: Инженерная машина разграждения
- NRBC: Armoured CBRN defense vehicle

### VBMR-L Serval
- VPB: Бронетранспортёр
- SA2R: Armoured ISTAR vehicle
- NCT: Бронированная машина связи
- Ambulance/Santé: Бронированная медицинская машина

## На вооружении
- — заказано 417 единиц VBMR Griffon в июне 2017 г.[8]
- — Планируется закупка 1872 единиц VBMR Griffon[12][13] и 978 единиц VBMR-L Serval[10][11] до 2030 года. К 2033 году будет закуплено дополнительно 1060 автомобилей Serval VLTP сегмента P.